# Rejon nowowodołazki
Rejon nowowodołazki (ukr. Нововодолазький район) – dawna jednostka administracyjna wchodząca w skład obwodu charkowskiego Ukrainy.
Utworzony w 1923, miał powierzchnię 1183 km² i liczył 40 tysięcy mieszkańców. Siedzibą władz rejonowych byłaNowa Wodołaha.
Na terenie rejonu znajdowały się 2 osiedlowe rady i 13 silskich rad, liczących w sumie 53 wsie i 3 osady.
Zlikwidowany 19 lipca 2020 roku w ramach reformy administracyjnej. Jego ziemie weszły w skład nowego rejonu berestyńskiego (do 2024 roku zwanego krasnohradzkim).